# Yūbari
Yūbari (japanisch 夕張市, -shi) ist eine Stadt in der Unterpräfektur Sorachi auf der Insel Hokkaidō.
Die Stadt ist, neben einer traurigen Berühmtheit als Japans einzige bankrotte Gemeinde, für ihre Yūbari-Honigmelonen bekannt. So kostet die Yūbari King im Allgemeinen 100 bis 1000 €/Stück und ist ein häufiges „Geschenk zur Jahresmitte“ (中元, Chūgen). Auf Versteigerungen wurden gar Preise bis 3 Millionen Yen erreicht. Angebaut werden die jährlich etwa 3 Millionen Stück auf 280 ha von über 200 Bauern.

## Geographie
Yūbari liegt östlich von Sapporo und südlich von Asahikawa.

## Geschichte
Die Entwicklung der Stadt fing in den 1890ern mit dem Start des Kohlebergbaus durch das Unternehmen Hokutan an, so dass die Einwohnerzahl bis 1920 auf 50.000 anstieg und 1960 seinen Höhepunkt mit 116.908 Einwohnern erreichte. Am 1. April 1943 erfolgte die Ernennung zur Shi.
1982 führte ein Grubenunglück im Jahr zuvor zum Konkurs der Hokutan Yūbari Shintankō (北炭夕張新炭鉱) und dem Schließen von deren Zechen. 1990 wurde schließlich die letzte Zeche der Stadt geschlossen und damit deren größter Arbeitgeber, was vor allem zum Wegzug der jungen Bevölkerungsschichten führte. Im März 2007 hatte die Stadt nur noch rund 11.300 Einwohner, 43 % davon über 65 Jahren und weniger als 8 % unter 15 Jahren, beides Negativrekorde in ganz Japan. Die Stadt versuchte dann die Wirtschaft mit dem Tourismus wiederzubeleben, wie dem Kohlegeschichtsdorf (石炭の歴史村, Sekitan no rekishi-mura) mit diversen Museen und Attraktionen, dem Ski-Resort Mount Racey und einem internationalen Filmfestival (ゆうばり国際ファンタスティック映画祭, Yūbari Kokusai Fantasutikku Eiga-sai). All diese Maßnahmen brachten nicht den erhofften Erfolg, so dass die Gemeinde am 20. Juni 2006 entschied den Status als „Körperschaft unter finanzieller Sanierung“ (財政再建団体, zaisei saiken dantai) zu erhalten, das Äquivalent des japanischen Verwaltungsrechts zur Insolvenz. Die Schulden der Gemeinde waren auf 63,2 Milliarden Yen angestiegen, dem 13-fachen des Jahresbudgets, wobei die Jahresbilanz jahrelang durch Kreditaufnahmen als positiv ausgegeben wurde. 2007 wurde dem Antrag durch die Zentralregierung stattgegeben, d. h. ein Insolvenzverfahren eingeleitet, wonach die Stadt praktisch unter Zwangsverwaltung des Ministeriums für Innere Angelegenheiten steht und verpflichtet wurde innerhalb von 18 Jahren 35,3 Milliarden Yen an Schulden abzubauen. Dies soll erreicht werden durch die Reduzierung der Gemeindeangestellten auf 30 %, Lohnverzicht um 30 %, Privatisierung der städtischen Tourismusbetriebe und des Krankenhauses, Schließung von Kultur- und Bildungseinrichtungen (Bibliotheken, Museen, öffentliches Bad, Schulen) und dem Streichen von Zuschüssen (Kindertagesstätten, Seniorentransporte, Abwasserentsorgung). Die einzige Stadt, die jemals zuvor zur „Körperschaft unter finanzieller Sanierung“ erklärt wurde, war Akaike (heute: Fukuchi), ebenfalls eine Kohlestadt, im Jahr 1992.
Bis März 2010 konnten 3,1 Milliarden Yen zurückgezahlt werden. 2016 waren 49 % der Bewohner über 65 Jahre alt. Die öffentlichen Wohnungen wurden in der Innenstadt konzentriert, sodass hunderte von Senioren umziehen mussten. Die Prognosen gehen davon aus, dass 2026 nur noch etwa 4500 Menschen in der Gemeinde leben werden. Ende März 2019 wurde der Bahnverkehr zur Stadt eingestellt.
Bürgermeister (Stand: 2016) der Stadt ist seit 2011 Naomichi Suzuki, der bei Amtsantritt der jüngste Bürgermeister Japans war.

## Verkehr
Der Bahnhof Shin-Yūbari im Ortsteil Momojiyama ist Schnellzugshalt mit Verbindungen nach Sapporo und Kushiro. Eine 16 km lange Zweigstrecke führte bis 2019 zum Bahnhof Yūbari im Stadtzentrum. Von 1911 bis 1987 zweigte im Bahnhof Shimizusawa die Ōyūbari-Bahnlinie ab, die ein Seitental mit mehreren Kohlebergwerken erschloss. Eine weitere Eisenbahnverbindung war die Yūbari-Bahnlinie von Yūbari nach Nopporo.
Yūbari wird durch die Dōtō-Autobahn sowie die Nationalstraßen 274 und 452 erschlossen.

## Söhne und Töchter der Stadt
- Mitsuharu Misawa (1962–2009), Wrestler

## Städtepartnerschaften
- Fushun

## Angrenzende Städte und Gemeinden
- Ashibetsu
- Mikasa
- Iwamizawa